# Мусина, Расима Азгаровна
Мусина Расима Азгаровна (род. 3 августа 1949, Исмаилово, Башкирская АССР) — предпринимательница, популяризатор национальной кухни.

## Биография
Расима Азгаровна в 1965 году закончила Уфимский филиал Московского техникума советской торговли, в 1982 году — Всероссийский заочный финансово-экономический институт, позднее — немецкую Академию менеджмента. Начинала работать поваром, в дальнейшем была бригадиром, заведующей производством, заведующей столовой, директором комбината питания Уфимского производственного швейного объединения «Мир», с 1984 года до начала 1990-х годов работала в комбинате питания Уфимского агрегатного объединения «Гидравлика», некоторое время занималась оптовой торговлей в Москве, год провела в Кот-д’Ивуаре с целью добычи алмазов; вернулась в Уфу в связи с болезнью матери.
В 1999 году основала группу компаний «Пышка» и стала её генеральным директором. Преимущественно «Пышка» специализируется на башкирской национальной кухне. Изначально бизнес заключался в точке у Центрального рынка, потом был открыт кулинарный магазин «Пышка-кулинармаркет», в дальнейшем произошло развитие в «Пышка-Док», после 2009 года сеть вышла из Уфы в Салават, Ишимбай, Стерлитамак, Тюмень, Нижний Новгород, Москву; до 2018 года сеть была франчайзинговой, насчитывала 90 точек. Попытка открыть точку башкирской кухни в Берлине осталась неудачной, вместо неё мать и дочь Мусины открыли точку корейской кухни.
Расима Азгаровна оставила «Пышку» в 2021 году, к этому моменту в сети насчитывалось 2 кулинарии и магазина в Уфе и два с Москве, было общежитие для сотрудников на 45 человек и площадка при кулинарном техникуме. У Расимы Азгаровной есть дочь и два внука.
Согласно собственным словам, Расима Азгаровна — полутатарка, полубашкирка, внучка казанского купца из рода Нугайбековых со стороны отца, другой дед был муллой (имам-хатыбом). В 2022 году Расима Азгаровна построила и открыла в деревне деда Урсаево Азнакаевского района Татарстана мечеть «Мухамедзакир».

## Награды
- Отличник советской торговли (1984)[11]
- Ветеран труда (1989)[11]
- «Женщина — директор года России» (2004)[11]
- «Заслуженный работник сферы обслуживания Республики Башкортостан» (2005)[11]
- Мариинский Знак Отличия II степени (2006)[11]
- Орден Салавата Юлаева (2007)[11]
- Орден «За заслуги перед Республикой Башкортостан» (2011)[11]
- «Знак отличия за самоотверженный труд в Республике Башкортостан» (2011)[11]
- «Руководитель года-2013» за инновационный подход к бизнесу по версии газеты «РБ»[12]
- Почётный знак Фонда поддержки предпринимательских инициатив (2016)[11]
- Орден Дружбы Народов за продвижение качественной национальной кухни (2019)[13]